# Большое Котельническое
Большое Котельническое — проточное озеро на северо-востоке Якутии, в Нижнеколымском улусе. Расположено на северо-востоке Колымской низменности, в бассейне реки Коньковая, лежит к западу от озера Чукочье и к северо-западу от озера Нерпичье. 
Имеет лопастную форму с двумя плёсами, восточным и западным. Берега умеренно изрезаны, местами обрывистые или заболоченные, покрытые тундровой растительностью..
Площадь озера, согласно государственному водному реестру, составляет 25 км² (по другим данным — 25,2 км²). Площадь водосбора — 121 км². Длина береговой линии — 29,8 км. Длина озера 7,5 км, максимальная ширина достигает 4,6 км при средней ширине 2,1 км. Находится на высоте 0,6 м над уровнем моря. Острова отсутствуют.
Протокой шириной до 100 м на юге соединяется с озером Малое Котельническое. На северо-востоке из озера вытекает река Виска Котельническая, впадающая в реку Немочкан (бассейн реки Коньковая). 
Ближайший населенный пункт, посёлок Черский, расположен примерно в 100 км к юго-востоку.